# Filip Mentel
Filip Mentel (* 2. února 1990 Bratislava) je bývalý slovenský fotbalový brankář.
Jeho otcem je bývalý fotbalista a trenér Miroslav Mentel.

## Klubová kariéra
Mentel působil na Slovensku v klubu FK Inter Bratislava, odkud v mládežnickém věku v roce 2006 přestoupil do fotbalové akademie anglického Manchesteru City. O 4 roky později v červenci 2010 přestoupil do skotského Dundee United, kde se setkal se svým krajanem a rovněž brankářem Dušanem Pernišem. Zde měl působit jako brankářská trojka za Pernišem a Stevem Banksem. V červenci 2011 odešel hostovat do jiného skotského týmu Clyde FC. Během tohoto angažmá utrpěl v listopadu 2011 v zápase s Alloa Athletic vážné zranění kolena a hostování musel předčasně ukončit. V listopadu 2012 po vzájemné dohodě ukončil spolupráci s Dundee United. Poté ukončil kariéru (omezovalo ho zranění kolene).

## Reprezentační kariéra
Filip Mentel působil ve slovenských mládežnických reprezentacích U19 a U21.